# Goldie
Clifford Price, més conegut com a Goldie (Walsall, West Midlands, 28 de desembre de 1965) és un músic electrònic, disc jockey i actor anglès. Com a músic ha treballat principalment en so jungle. El seu àlbum Saturn Returnz és un referent del gènere. Ha estat casat amb l'artista islandesa Björk. Ha actuat en papers secundaris en les pel·lícules El cinquè element i Snatch.

## Discografia

### Àlbums
Àlbums d'estudi
- Timeless (1995)
- Saturnz Return (1998)
- The Journey Man (2017)[2]

com a Rufige Kru
- Malice in Wonderland (2007)
- Memoirs of an Afterlife (2009)

Bandes Sonores
- Sine Tempus – The Soundtrack (2008)

### Senzills/EP
- "Kris Biscuit / Killer Muffin" (as Rufige Cru) (Reinforced Records, 1992)
- Darkrider EP (as Rufige Cru) (Reinforced Records, 1992)
- Terminator EP (as Metal Heads) (Synthetic Hardcore Phonography, 1992)
- "Ghosts of My Life / Terminator 2" (as Rufige Kru) (Reinforced Records, 1993)
- "Angel / You and Me" (as Metal Heads) (Synthetic Hardcore Phonography, 1993)
- Internal Affairs EP (as Internal Affairs with 4hero) (Reinforced Records, 1993)
- "VIP Riders Ghost" (as Rufige Kru) (Metalheadz, 1993)
- "Inner City Life" (as Goldie presents Metalheadz) (FFRR, 1994) – UK No. 39 (UK Singles Chart)
- "Angel" (FFRR, 1995) – UK No. 41
- "Jah / Deadly Deep Subs" (Remixes) (Razors Edge, 1996)
- "State of Mind" (FFRR, 1996)
- "Digital" (featuring KRS-One) (FFRR, 1997) – UK No. 13
- "The Shadow" (as Rob & Goldie) (Moving Shadow, 1997) - UK No. 82
- "Kemistry V.I.P. / Your Sound" (Remixes) (Razors Edge, 1997)
- Ring of Saturn (FFRR, 1998)
- "Temper Temper" (feat. Noel Gallagher) (FFRR, 1998) – UK No. 13
- "Believe" (FFRR, 1998) – UK No. 36
- "Beachdrifta / Stormtrooper VIP" (Metalheadz, 2001)
- "Say You Love Me" (Metalheadz, 2005)
- "Monkey Boy / Special Request" (Metalheadz, 2007)
- "Vanilla" (Metalheadz, 2007)
- "Freedom" (featuring Natalie Duncan) (Metalheadz, 2012)

### Remescles
- INCredible Sound of Drum'n'Bass (1999)
- Goldie.co.uk (2001)
- MDZ.04 (2004)
- Drum & Bass Arena: The Classics (2006)
- Watch the Ride (2008)
- FabricLive.58 (2011)